# Стратократија
Стратократија (грч. strato и грч. kratein) је облик владавине гдје власт држе војне старјешине.
Стратократија није исто што и војна диктатура, гдје положај војне политичке власти није прописан законима. У стратократији, држава и војска су традиционално иста ствар, и на скоро свим државним функцијама се налазе војне старјешине. Војна политичка власт је правно прописана законима, и као таква је подржана од стране друштва. Према томе, стратократија не мора природно бити аутократска власт да би сачувала своје владалачко право.
Историјски, термин стратократија је коришћен од стране Грка ради описивања структуре касне Римске републике и раног Римског царства, гдје није било разлике између војних и цивилних функционера, и гдје је за именовања на владине функције била потребна висока војна служба.
Данас, као облик најсличнији стратократији, узима се примјер владавине Државног савјета мира и развитка у Мјанмару, који је другачији од свих других војних диктатура. Након ступања на снагу мјанмарског устава (2010), њиме је одређено да ће мјанмарска војска задржати четвртину мјеста у свим законодавним органима у земљи.